# Grup PSA
Grup PSA (Groupe PSA) és un fabricant d'automòbils francès i una de les majors empreses mundials en el sector de l'automoció. El seu mercat principal és la Unió Europea i les seves principals filials inclouen marques conegudes com a Peugeot, Citroën, Opel, Vauxhall i DS. En 2021 va passar a formar part com unitat interna del conglomerat Stellantis, després de la fusió d'iguals entre PSA i el grup italo-americana Fiat Chrysler Automòbiles.

## Història
L'empresa Peugeot es va fundar en 1965 per formar el holding del grup automobilístic del mateix nom al qual es transfereix la Société des Automobiles Peugeot. El grup automobilístic va néixer el 1976 amb l'absorció de Citroën per part de Peugeot. Aquestes dues marques són les úniques que es van quedar els actius de l'empresa, tenint en compte l'anterior presència d'altres marques ja desaparegudes d'aquest grup com la francesa Simca i l'anglesa Talbot, que finalment van ser absorbides. El 5 d'abril del 2016 l'empresa PSA Peugeot-Citroën va passar a denominar-se Groupe PSA.
El 2014 van fundar la nova marca DS Automòbils que fabrica cotxes amb la base dels models Citroën però amb uns acabats de major qualitat.
El 2017 van comprar per 2.200 milions d'euros tot el negoci a Europa de General Motors i van entrar a formar part del grup les marques Opel i Vauxhall convertint el Grup PSA en el segon grup automobilístic més gran d'Europa i un dels més grans a nivell mundial. Aquesta operació va haver de ser aprovada per organismes europeus. En fer-se efectiva el 28 d'agost de 2017 el grup es converteix en el segon fabricant d'automòbils més gran d'Europa, per darrere de l'alemanya Volkswagen.
L'octubre de 2019 el Groupe PSA va iniciar un procés de fusió amb el fabricant italo-nord-americà Fiat Chrysler Automobiles, propietària de les marques Fiat, Fiat Professional, Alfa Romeo, Abarth i Lancia, i la marca de cotxes esportius Maserati (pertanyents totes elles a FCA Italy), juntament amb Chrysler, Dodge, Jeep, Ram Trucks, SRT, Global Electric Motorcars i Mopar (pertanyents a FCA US, abans anomenat Chrysler Group LLC), i el 18 de desembre de 2019 van emetre un comunicat per a un acord d'acostament vinculant amb vista a una fusió entre les seves activitats, per crear el quart fabricant d'automòbils mundial (...) en què la realització de la fusió s'hauria d'efectuar en 12 a 15 mesos, va precisar el comunicat. John Elkann, actual president de FCA i hereu de la família Agnelli, presidirà el nou consell d'administració, i el conseller delegat del Groupe PSA, Carlos Tavares, serà el director general del nou grup resultant.

## Vendes
El 2006 PSA Peugeot-Citroën va comercialitzar 3,36 milions de vehicles a tot el món, equivalent a una quota de mercat del 5,2%. Sent el tercer fabricant d'automòbils a Europa, segueix creixent fora del Vell Continent (especialment a Amèrica Llatina i a la Xina), amb 1.069.000 vehicles venuts a la resta del món, cosa que representa el 32% de les vendes globals.
Davant la caiguda de vendes el 2011 a causa de la crisi econòmica de 2008-2012, PSA i Opel, van desenvolupar i construir vehicles de forma conjunta a Europa per estalviar costos.

## Marques del Grup Automobilístic
| Marca         | Seu                          | Fundació | Membre del grup | Vehicles matriculats anuals |
| ------------- | ---------------------------- | -------- | --------------- | --------------------------- |
| Peugeot       | París, França                | 1882     | 1976-Actualitat | 2.110.000                   |
| Citroën       | París, França                | 1919     | 1976-Actualitat | 1.050.000                   |
| DS Automòbils | París, França                | 2014     | 2014-Actualitat | 52.860                      |
| Opel          | Rüsselsheim, Alemanya        | 1862     | 2017-Actualitat |                             |
| Vauxhall      | Luton, Regne Unit            | 1857     | 2017-Actualitat |                             |
| Talbot        | North Kensington, Regne Unit | 1903     | 1978-1986       | 0                           |
| Simca         | Nanterre, França             | 1934     | 1978-1986       | 0                           |
| Grup PSA      | París, França                | 1976     | Total           | 3.632.314                   |

## Vehicles elèctrics
PSA ha mostrat el PSA Velv, qu és l'aposta de vehicle elèctric urbà amb serioses possibilitats d'esdevenir un producte comercial davant del boom de microcotxes elèctrics. És la resposta al Renault Twizy car comparteix el concepte i objectius, però ofereix un espai interior més gran i optar per a un esquema que pretén assemblar un tricicle emprant dues rodes del darrere solidàries a un eix amb una distància transversal entre totes dues reduïda. Té una longitud de 2,81 metres, llança un pes de 700 quilograms i pot transportar un fins a 3 passatgers. La propulsió és elèctrica sobre el tren davanter que dona una potència nominal de 20 kW, amb pics de 30 kW que permeten atènyer una velocitat màxima de 110 km/h. Té una bateria d'ions de liti amb una capacitat de 8,5 kWh. Amb una càrrega completa s'estima l'autonomia màxima a uns cent quilòmetres.
El Groupe PSA i BMW desenvolupen de forma conjunta components per a vehicles híbrids i elèctrics. Aquest acord ha estat oficialitzat per les dues companyies, i reforça així l'acord que mantenen des de ja fa nou anys en diversos àmbits de l'automoció. L'acord es va concretar amb la fundació de bpce, una joint venture que també produirà els components a Mulhouse (França), mentre que el desenvolupament es fa a Múnic.

## Premis

### Cotxe de l'any a Europa
Onze models diferents de marques que actualment pertanyen al grup han rebut el premi a cotxe de l'any d'Europa, si bé els Opel van ser guardonats quan encara formaven part de General Motors.
- 1969 – Peugeot 504
- 1971 – Citroën GS
- 1975 – Citroën CX
- 1985 – Opel Kadett
- 1988 – Opel Omega
- 1988 – Peugeot 405
- 1990 – Citroën XM
- 2002 – Peugeot 307
- 2009 - Opel Insignia
- 2014 – Peugeot 308
- 2016 - Opel Astra[Cal actualitzar]

## Fàbriques i seus del grup PSA
La seu central de PSA Group és a Rueil-Malmaison. El grup hi lloga un edifici des de l'any 2017. Té 16.250 metres quadrats i albergava uns 700 empleats el 2017.

### Altres ubicacions
PSA té mants llocs de fabricació i desenvolupament a tot el món. Vigo, a Galícia, té la fàbrica de PSA més gross del món. La planta de PSA Mangualde a Portugal va produir un milió de vehicles el 2012.
El 2011, PSA va invertir ₹4 milions per establir una nova planta a Chennai a Índia.
El grup va anunciar el 29 de novembre de 2016 a la conferència d'inversions de Tunísia 2020 que hi obrirà una fàbrica a mitjan 2018. La fàbrica tindrà una producció anual prevista de 1.200 unitats.
El gener de 2018, Groupe PSA va decidir establir una nova seu a Atlanta després d'un any de recerca a nivell nacional per trobar l'equilibri òptim entre l'entorn empresarial, el nivell de vida i la força de treball. Tanmateix, amb la fusió del 2021 de Groupe PSA amb Fiat Chrysler Automobiles per formar Stellantis, es van cancel·lar els plans per portar la marca Peugeot a Amèrica del Nord a favor de centrar-se en les marques americanes existents de FCA Chrysler, Dodge, Jeep i Ram.
A continuació es mostra la presència del Grup PSA al món:
| Localització | Ciutat              | Des de | Productes | Treballadors |
| ------------ | ------------------- | ------ | --- | ------------ |
| (21)         | Saint-Ouen          | 1923   | Components | 3.000        |
| (21)         | Trémery             | 1979   | Motors |              |
| (21)         | Vesoul              |        | Centre de distribució |              |
| (21)         | Hérimoncourt        | 1912   | - Motors - Amortidors - Components                                                                                                 |              |
| (21)         | Sept-Fons           |        | Components |              |
| (21)         | Massif des Ardennes | 1974   | Components |              |
| (21)         | Valenciennes        | 1981   | Components |              |
| (21)         | Caen                | 1963   | Components |              |
| (21)         | Melun               |        | Components |              |
| (21)         | Metz                |        | Components |              |
| (21)         | Douvrin             | 1969   | Motors |              |
| (21)         | Mulhouse            | 1962   | - Peugeot 206 - Peugeot 308 - Citroen C4 - Citroën DS4                                                                             | 10.400       |
| (21)         | Poissy              | 1912   | - Peugeot 207 - Peugeot 208 - Citroen C3 - Citroen DS3                                                                             | 6.535        |
| (21)         | Rennes              |        | - Peugeot 508 - Peugeot 407 - Citroen C5 - Citroen C6                                                                              | 6.900        |
| (21)         | Sochaux             |        | - Peugeot 308 - Peugeot 3008 - Peugeot 5008 - Citroen DS5                                                                          | 11.972       |
| (21)         | Lieu-Saint-Amand    | 1992   | - Peugeot 807 - Citroën C8 - Peugeot Expert - Citroën Jumpy                                                                        | 2.000        |
| (21)         | Aulnay              |        | Citroen C3 |              |
| (21)         | Beaulieu-Mandeure   |        | Scooters |              |
| (21)         | La Ferté-Vidame     |        | Centre de proves |              |
| (21)         | Vélizy              |        | Centre d'I+D+I |              |
| (21)         | Bessoncourt         |        | Programari |              |
| (3)          | Rüsselsheim         | 1898   | - Opel Insignia (Sedan, Notchback i Sports Tourer) - Opel Astra (5-portes) - Transmissions (Opel) Seu d'Opel                       | 14.038       |
| (3)          | Kaiserslautern      | 1966   | - Components - Motors: - Motor de quatre cilindres turbo dièsel (1,9 litres) - ECOTEC (1,9 a 2,2 litres)                           | 2.400        |
| (3)          | Eisenach            | 1990   | - Opel Corsa (3-portes) | 1.300        |
| (3)          | Villaverde (Madrid) | 1964   | - Citröen C4 | 2.600        |
| (3)          | Vigo                | 1958   | - Citroen C4 Picasso - Citroen Grand C4 Picasso - Citroen Berlingo / Peugeot Partner - Peugeot 301 / Citroën C-Elysée - components | 7.646        |
| (3)          | Figueruelas         | 1982   | - Opel Corsa - Opel Meriva - Opel Mokka - Opel Crossland X - Citroen C3 Aircross                                                   | 5600         |
| (2)          | Luton               | 1907   | - Opel Vivaro Seu de Vauxhall Motors                                                                                               | 1.100        |
| (2)          | Ellesmere Port      | 1962   | - Opel Astra (5-portes, Sports Tourer) - Astravan                                                                                  | 2.100        |
| (2)          | Gliwice             | 1998   | - Opel Astra (5-portes, GTC) | 3.000        |
| (2)          | Tychy               | 1996   | - Motors dièsel | 550          |
|              | Mangualde           | 1962   | - Peugeot Partner - Citroen Berlingo                                                                                               | 1.200        |
|              | Trnava              | 2006   | - Peugeot 207 - Citroen C3 Picasso                                                                                                 | 3.000        |
|              | Aspern              | 1982   | - Motors (1,0 Litres, 1,2 Litres, 1,4 Litres) - Transmissions Easytronic, de cinc i sis velocitats                                 | 1.600        |
|              | St. Gotthard        | 1990   | - Motors - Transmissions | 750          |
|              | Kaluga              | 2010   | - Peugeot 308 - Peugeot 4007 - Citroen C4 - Citroen C-Crosser                                                                      | 1.700        |
| (2)          | Buenos Aires        | 1963   | - Peugeot 207 - Peugeot 308 - Peugeot 408 - Peugeot Partner - Citroen C4 - Citroen Berlingo                                        |              |
| (2)          | Jeppener            | 1949   | Components |              |
|              | Porto Real          |        | - Ensamblatge final - Components - Motors                                                                                          | 3.400        |
| (4)          | Dongfeng            | 1992   | Caixes de canvi | 8.000        |
| (4)          | Pequín              | 2010   | Centre d'I+D+I | 500          |
| (4)          | Xangai              | 2010   | Centre d'I+D+I | 500          |
| (4)          | Xiangfan            | 1995   | Motors | 8.000        |